# Sei Kuruk II
Sei Kuruk II is een bestuurslaag in het regentschap Aceh Tamiang van de provincie Atjeh, Indonesië. Sei Kuruk II telt 1100 inwoners (volkstelling 2010).